# Jaderná elektrárna Żarnowiec
Jaderná elektrárna Żarnowiec (polsky Elektrownia Jądrowa Żarnowiec) měla být první jadernou elektrárnou v Polsku. Výstavba byla přerušena z důvodu rozpadu východního bloku a Černobylské havárie. Nachází se u Żarnowieckého jezera v gmině Gniewino v okrese Wejherowo v Pomořském vojvodství. V roce 2022 byla lokalita zvolena jako jedna z variant výstavby první jaderné elektrárny v Polsku. Preferovanou lokalitou je však Lubiatowo-Kopalino na pobřeží Baltského moře.

## Historie a technické informace

### Počátky
Ve druhé fázi polského jaderného energetického programu, která začala v roce 1964, byly podniknuty první kroky k výstavbě jaderné elektrárny v Polsku.
Roku 1969 začala PLR aktivně pracovat na studii výstavby elektrárny o výkonu 1000 MW. Předběžná studie na výstavbu jaderné elektrárny měla být dokončena v roce 1970 a měla ukázat obecnou proveditelnost. Původní plány ve skutečnosti počítaly s dalším rozšiřováním těžby uhlí, proto se uvažovalo o jaderných elektrárnách až po roce 1980, ale koncem roku 1970 byl otevřeně předložen návrh Lidové rady Gdaňského vojvodství na výstavbu první polské jaderné elektrárny poblíž Gdaňsku na pobřeží Baltského moře. Vláda vydala 12. srpna 1971 usnesení o výstavbě první jaderné elektrárny v Polsku s reaktory VVER-440.
V roce 1972 byla ze studie proveditelnosti a výběru lokality vybrána čtyři preferovaná místa, která se zdála vhodná pro jadernou elektrárnu. To zahrnovalo lokality Lubiatowo, Żarnowiec, Przegalina a Biała Góra. Na základě rozhodnutí plánovací komise Rady ministrů byla 19. prosince 1972 vybrána lokalita Żarnowiec. V roce 1973 bylo zahájeno posuzování vlivů na životní prostředí. Byla zkoumána oblast do 40 kilometrů kolem Żarnowce. Paralelně s jadernou elektrárnou byla na Żarnowieckém jezeře postavena také přečerpávací elektrárna, která by absorbovala špičkové zatížení. Přečerpávací elektrárna byla ve své době největší postavenou v Polsku, se čtyřmi turbínami, z nichž každá dodávala 180 MW při vodním spádu 119,9 metru. Výstavbu přečerpávací elektrárny realizoval Škodaexport.

### Výstavba první fáze

Územní plán jaderné elektrárny

28. února 1974 Polská lidová republika podepsala se Sovětským svazem dohodu o výstavbě jediného reaktoru VVER-440. Dohoda rovněž počítala s účastí polského průmyslu na výstavbě závodu. Koncem roku 1974 tisková agentura Interpress uvedla, že na místě začaly počáteční práce pro obecnou přípravu místa. Komerční provoz bloku byl v roce 1975 plánován na rok 1983. Od roku 1976 přišel první návrh postavit další reaktorové bloky v Żarnowci a projektovat první fázi jako dvoublokovou elektrárnu. Od roku 1976 bylo plánování celého projektu upraveno tak, že celkem čtyři VVER-440 by měly v konečné fázi generovat výkon kolem 1600 MW. Náklady na celou elektrárnu se čtyřmi reaktory byly vyčísleny na 20 miliard zlotých.
Výstavba obou bloků byla zahájena 1. ledna 1983. Vzhledem k tomu, že práce v prvním roce výstavby postupovaly pomalu, bylo uvedení dvou bloků do provozu rozhodnutím Rady ministrů ze dne 31. prosince 1983 odloženo na prosinec 1990 a prosinec 1991. Problém spočíval zejména v zemních pracích. V roce 1984 měly být se Škodaexportem podepsány smlouvy na dodávky velkých komponentů, například tlakových nádob a parogenerátorů. Počátkem roku 1985 vládní komise kontrolovala staveniště a byla spokojena s postupem prací. Podle jejich vyjádření v oficiálním prohlášení byly výkopové práce v předstihu, takže v březnu 1985 mohlo být zahájeno betonování základové desky.
11. listopadu 1985 udělila Państwowa Agencja Atomistyki povolení k výstavbě první etapy, což znamená, že elektrárna je bezpečná a splňuje bezpečnostní požadavky. Důvodem, proč bylo povolení tak dlouho zdržováno, bylo to, že při kontrole dokumentace závodu byly zjištěny některé nedostatky, které si vyžádaly doplňující informace a vysvětlení. Stavební povolení také stanovilo, že jakékoli stavební události a změny projektu musí být neprodleně hlášeny povolovacímu úřadu. V témže roce mohl být nalit první beton na základovou desku bloků 1 a 2, která začala 10. prosince 1985. V roce 1985 bylo na místě pouze 7 sovětských specialistů generálního projektanta Teploenergoprojekt. Největší problém viděli ve způsobu práce polských expertů, kteří v některých procesech málo dbali na ochranu životního prostředí a přispívali ke znečištění důležitých oblastí areálu jaderné elektrárny.

Jerzy Urban, mluvčí Rady ministrů

Po havárii reaktoru v Černobylu 26. dubna 1986 vznikly první malé organizace protestující proti výstavbě jaderné elektrárny Żarnowiec. První demonstrace svolaná organizací „Wolność i Pokój“ se konala 2. května 1986 a po 40 minutách ji milice rozehnala. Počet účastníků se pohyboval kolem 8 osob, během protestů vzrostl na 20 osob. Akci sledovalo 150 až 200 lidí. V květnu 1986 demonstranti napsali vládě otevřený dopis požadujícím více informací o havárii reaktoru v Černobylu i zastavení stavebních prací v jaderné elektrárně Żarnowiec. Následoval další veřejný protest 9. května 1986. 15. května 1986 polská rada ministrů prohlásila, že havárie v Černobylu nezmění plán rozvoje jaderné energetiky v Polské lidové republice a že výstavba Żarnowce bude pokračovat. Další protest 16. května 1986 v severovýchodním polském městě Bělostok s 3000 účastníky opět vyzval k zastavení výstavby jaderné elektrárny Żarnowiec. V petici bylo požadováno, aby stavba pokračovala pouze pod dohledem MAAE. To vedlo k prohlášení Jerzyho Urbana, který 20. května 1986 oznámil, že bezpečnostní systémy elektrárny budou testovány a zváží také výrobu některých bezpečnostních systémů elektrárny v nesocialistických zemích. Znovu odmítl zmrazení stavby s ohledem na energetický deficit a oznámil dostatečnou bezpečnost elektrárny.
V průběhu roku vládní komise uvedla, že stavební práce na 1. a 2. bloku jaderné elektrárny Żarnowiec probíhají podle plánu. Ve skutečnosti tomu tak ale nebylo. Práce na závodě postupovaly do září 1986 jen pomalu, protože ocel dodávaná polským průmyslem byla horší kvality a nemohla být použita ve stavebnictví. Problém trhlin v základech vedl k dalšímu téměř ročnímu zpoždění stavebních prací, zejména proto, že trhliny byly tak velké, že mohly ohrozit celý projekt a mohly vést k zastavení prací. Podle katedry geologie na univerzitě v Gdaňsku bylo příčinou trhlin to, že základ pod betonovým základem není vhodný k tomu, aby unesl zatížení budovy reaktoru. Ještě před zahájením stavby ministerstvo upozornilo odpovědné orgány, že základ v tomto provedení není pro jadernou elektrárnu vhodný. Jako řešení problému byl učiněn neúspěšný pokus podepřít základy dalším betonem. Tuto zprávu důrazně odmítl ředitel jaderné elektrárny Żarnowiec Lech Hryckiewicz s tím, že v základech nejsou žádné trhliny, a odmítl i další kritiku, včetně použití nevyhovujícího betonu a opilosti pracovníků na místě. Teprve v odpovědi Rady ministrů na dotaz v roce 1989 bylo potvrzeno, že tyto problémy existují. V listopadu 1986 demonstranti blokovali dodávku prvních dvou tlakových nádob reaktorů vyrobených v Československu Škodou a krytu tlakové nádoby, který byl přepraven z rumunské Constanțy do Gdaňsku. Zatímco tlaková nádoba pro Żarnowiec-1 byla převezena na místo, tlaková nádoba pro Żarnowiec-2 byla dočasně uskladněna v přístavu v Gdyni. Ve stejné době byla zahájena výroba prvního turbosoustrojí ve Wrocławi. Pro výrobu součástí o délce až 14 metrů byla zakoupena speciální frézka ze SRN. Turbosoustrojí bylo největším strojem, který společnost do té doby vyrobila. 9. listopadu 1987 byly dokončeny základy pro dva bloky, což umožnilo pokračování stavebních a montážních prací nad nimi. Od konce roku 1987 se práce na stavbě začaly postupně zpomalovat, což bylo způsobeno nedostatkem finančních prostředků vzhledem k finanční situaci Polské lidové republiky a sílícímu odporu proti výstavbě jaderné elektrárny. Tyto příčiny přidaly další rok ke zpožděním.
Na jaře 1988 byla vláda nucena výstavbu kvůli neutichajícím protestům ze strany obyvatelstva zastavit. Od zimy 1988 byly prováděny zabezpečovací práce, aby se ve výstavbě dalo pokračovat později. Vzhledem k tomu, že zásobování energií bylo považováno za jeden z nejdůležitějších bodů pro překonání hospodářské krize v důsledku deficitu dodávek 1200 MW, byly zvýšeny investice do uhelných elektráren v Bełchatówě a Opoli, jakož i do jaderné elektrárny v Żarnowci, což by vedlo k přibližně 3200 MW nové kapacity.

### Zrušení projektu
4. září 1990 bylo rozhodnutím Rady ministrů na doporučení ministra průmyslu Tadeusze Syryjczyka rozhodnuto, i přes postoj veřejnosti proti projektu, vzhledem k energetické bilanci, ziskovosti oproti klasickým elektrárnám a nejasným otázkám bezpečnosti, zastavit výstavbu jaderné elektrárny.[ujasnit] Proti rozhodnutí nezazněl v Radě ministrů žádný nesouhlas. 4. září 1990 byla stavba Żarnowce 1 a 2 oficiálně zrušena. Rozhodnutí o likvidaci staveniště zaznělo 17. prosince 1990. Když bylo v témže roce vypnuto odvádění podzemní vody, začala do výkopových jam zatékat voda, která je zaplavila. V tomto okamžiku byly stavební práce na dvou blocích dokončeny téměř ze 40 % na hlavní budově, přibližně z 60 % na společné konstrukci čerpadla chladicí vody a přibližně z 80 % na kanálech chladicí vody. Přibližně 70 % komponentů pro Żarnowiec-1 již bylo vyrobeno.

### Druhá fáze

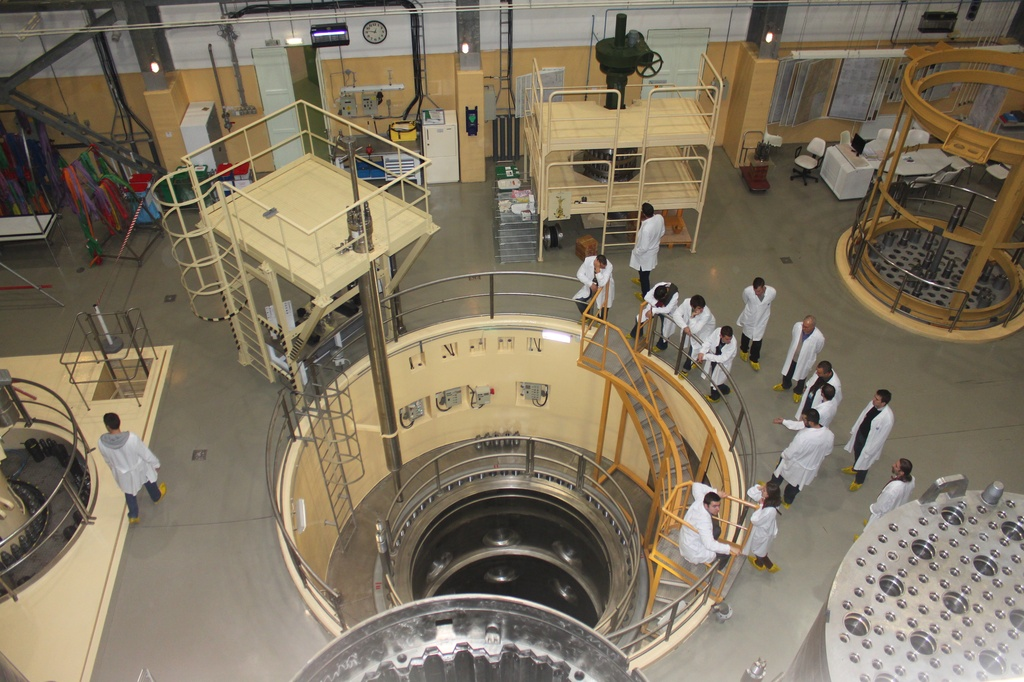
Druhá vyrobená TN ve školícím středisku JE Paks

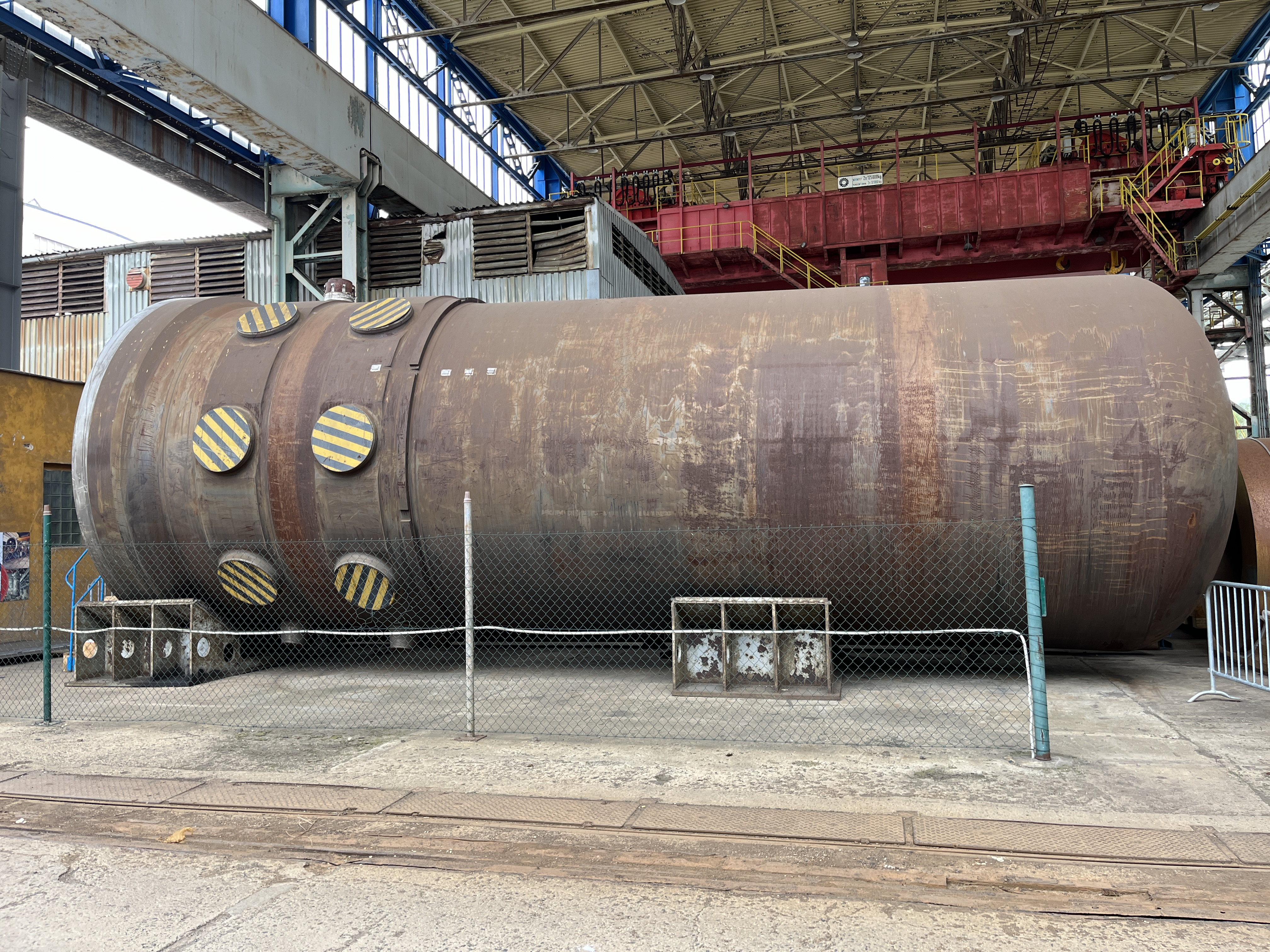
Tlaková nádoba pro 4. blok ve Škodě JS

Již od roku 1976 bylo plánováno rozšíření jaderné elektrárny Żarnowiec. S tím byly také zahájeny první plány pro bloky 3 a 4. V roce 1979 se zpočátku uvažovalo o přidání jednoho VVER-1000, který měl být uveden do provozu v roce 1985. Blok měl sloužit jako model pro stavbu identických reaktorových systémů v Polsku a také jako základní model pro tři další identické bloky v Żarnowci, které by zvýšily instalovaný výkon jaderné elektrárny na 5000 MW. Schválením první stavební etapy 18. ledna 1982 Rada ministrů Polské lidové republiky rozhodla o výstavbě druhé stavební etapy jako kopie prvních dvou bloků, tedy dvou VVER-440. Na rozdíl od první etapy výstavby měly Żarnowiec-3 a 4 poskytovat kromě elektřiny také dálkové vytápění. Tímto rozhodnutím byla celková expanzní kapacita areálu omezena na přibližně 1800 MW. Dva bloky pro druhou fázi byly objednány v roce 1982.

### Prodej komponent
První vyrobená tlaková nádoba byla prodána do Finska do jaderné elektrárny Loviisa, včetně parogenerátoru pro výzkumné účely. Druhá vyrobená tlaková nádoba byla prodána do Maďarska, kde byla využita ve školicím středisku. Třetí byla použita pro testování materiálu, při kterém byla nenávratně zničena. Poslední čtvrtá je stále (na fotografii v říjnu 2023) uskladněná v Plzni ve firmě Škoda JS, ale Polsko ji už zaplatilo, takže plně náleží Polské republice. Podobný nákup provedla i jaderná elektrárna Paks, která s využitím finančních prostředků MAAE získala tlakovou nádobu reaktoru z druhého bloku Żarnowiec, včetně vnitřních částí a přístrojového vybavení, a také parogenerátor pro své školicí středisko. Jaderná elektrárna Bohunice, jaderná elektrárna Dukovany a Jihoukrajinská jaderná elektrárna získaly z elektrárny parogenerátor, uzavírací ventily, hlavní oběhová čerpadla, přístrojové vybavení v aktivní zóně, jeřáby reaktorového sálu a další armatury. Dokonce někteří výrobci, například Vítkovice a Škoda JS, získali jednotlivé komponenty.
Do roku 1995 byly téměř všechny komponenty prodány a tak pouze malá část byla sešrotována a to přímo na staveništi.
V roce 1991 Sovětský svaz uzavřel kontrakt na výstavbu dvou VVER-440/213M v jaderné elektrárně Neka v Íránu. Polsko mohlo některé komponenty prodat tam, prodej se ale neuskutečnil kvůli tlaku ze strany USA. Totéž platí i pro Československo, aby nevyrábělo pro tento projekt žádné komponenty a pro Německo, aby neprodávalo nevyužité komponenty z elektrárny Greifswald.

## Informace o reaktorech
| Reaktor     | Typ reaktoru | Výkon  | Výkon  | Zahájení výstavby                       | Připojení k síti                        | Uvedení do provozu                      | Uzavření                                |
| Reaktor     | Typ reaktoru | Čistý  | Hrubý  | Zahájení výstavby                       | Připojení k síti                        | Uvedení do provozu                      | Uzavření                                |
| ----------- | ------------ | ------ | ------ | --------------------------------------- | --------------------------------------- | --------------------------------------- | --------------------------------------- |
| Żarnowiec-1 | VVER-440/213 | 440 MW | 465 MW | 1. 1. 1983                              | Výstavba zrušena 9. 4. 1990             | Výstavba zrušena 9. 4. 1990             | Výstavba zrušena 9. 4. 1990             |
| Żarnowiec-2 | VVER-440/213 | 440 MW | 465 MW | 1. 1. 1983                              | Výstavba zrušena 9. 4. 1990             | Výstavba zrušena 9. 4. 1990             | Výstavba zrušena 9. 4. 1990             |
| Żarnowiec-3 | VVER-440/213 | 440 MW | 465 MW | Přípravy na výstavbu zrušeny 9. 4. 1990 | Přípravy na výstavbu zrušeny 9. 4. 1990 | Přípravy na výstavbu zrušeny 9. 4. 1990 | Přípravy na výstavbu zrušeny 9. 4. 1990 |
| Żarnowiec-4 | VVER-440/213 | 440 MW | 465 MW | Přípravy na výstavbu zrušeny 9. 4. 1990 | Přípravy na výstavbu zrušeny 9. 4. 1990 | Přípravy na výstavbu zrušeny 9. 4. 1990 | Přípravy na výstavbu zrušeny 9. 4. 1990 |